# Bromide
Als Bromide werden Salze der Bromwasserstoffsäure (HBr) bezeichnet. Aber auch organische Verbindungen, die Brom enthalten, werden häufig entgegen den IUPAC-Regeln Bromide genannt. Das Bromidion ist ein Anion und wird verkürzt auch Bromid genannt. Es gehört zu den Halogeniden.

## Vorkommen, Eigenschaften und Herstellung

### Anorganische Chemie
Silberbromid AgBr kommt als Bromsilber (Bromit, Bromargyrit) in der Natur vor.
Ein Bromid-Salz beinhaltet in seinem Ionengitter Bromid-Ionen (Br−), die einfach negativ geladen sind. Sie entstehen beispielsweise bei der Reaktion von Metallen mit elementarem Brom oder Bromwasserstoffsäure. Bei der Neutralisation von Metalloxiden oder Metallhydroxiden mit Bromwasserstoffsäure entstehen ebenfalls Bromidsalze dieser Metalle.
Zu den anorganischen Bromiden gehören zum Beispiel die Salze
- Eisen(III)-bromid (FeBr3)
- Iridium(III)-bromid (IrBr3)
- Kaliumbromid (KBr)
- Lithiumbromid (LiBr)
- Magnesiumbromid (MgBr2)
- Natriumbromid (NaBr)
- Rubidiumbromid (RbBr)
- Silberbromid (AgBr)

### Organische Chemie

Strukturformel von Benzylbromid – Brom ist kovalent gebunden.

Es gibt auch organische Bromide, in denen das Brom als Bromid-Ion vorliegt, z. B. in den Hydrobromiden oder im Tetramethylammoniumbromid.
In organischen Bromiden, die keine Salze sind, liegt Brom kovalent an ein Kohlenstoffatom gebunden vor. Die Herstellung erfolgt z. B. durch die Umsetzung von Alkoholen mit Bromwasserstoffsäure,  durch die Addition von Bromwasserstoff an Alkene, Photobromierung von Alkanen, die katalytische Bromierung von Aromaten oder die Sandmeyer-Reaktion. Beispiele für organische Bromverbindungen sind
- Methylbromid (Brommethan)
- Methylenbromid (Dibrommethan)
- Benzylbromid (α-Bromtoluol, Brommethylbenzol)
- Acetylbromid (Essigsäurebromid)
- Brombenzol

## Nachweis
Um Bromid nasschemisch nachzuweisen, verwendet man die Nachweisreaktionen für Halogenide.
Erhitzt man anorganische Bromide mit konzentrierter Schwefelsäure, steigen braune Dämpfe auf (elementares Brom).